# توماس گیلسپی
توماس گیلسپی (انگلیسی: Thomas Gillespie; ۱۴ دسامبر ۱۸۹۲ – ۱۸ اکتبر ۱۹۱۴) قایقران روئینگ اهل پادشاهی متحد بریتانیای کبیر و ایرلند بود.